# Sécheresse et canicule de 2025 en Europe
Pour les articles homonymes, voir Canicule en Europe.
Sécheresse et canicule en Europe en 2025 est un terme générique désignant les vagues de chaleur et les sécheresses qui touchent une grande partie de l'Europe depuis juin 2025. Des records de température ont été battus dans de nombreuses régions d'Europe, certaines ont souffert ou souffrent encore de pénurie d'eau.

## Situation météorologique
Des températures record ont été enregistrées dès le mois d'avril. Les températures les plus extrêmes ont commencé à être observées à la mi-juin, lorsque les experts ont estimé à plusieurs centaines le nombre de décès liés à la chaleur rien qu'au Royaume-Uni[réf. nécessaire]. Les records nationaux de température maximale en juin ont été battus au Portugal et en Espagne, où les températures ont dépassé 46 °C (115 °F)[réf. nécessaire]. Des records régionaux ont également été battus dans au moins dix autres pays[réf. nécessaire].
Selon une première analyse (publiée le 9 juillet 2025 par l'Imperial College London) environ 2 300 personnes pourraient être décédées en raison des températures extrêmes enregistrées pendant la période de 10 jours dans les 12 villes analysées. Ce chiffre est environ trois fois plus élevé que le nombre de décès sans changement climatique induit par l'homme (800 décès). Il équivaut à environ 65 % des décès dus à la vague de chaleur causée par le réchauffement climatique.

### Mai
Fin mai, certaines régions de France ont connu une chaleur record qui s'est également étendue à la péninsule ibérique. Le 28 mai, une température de 32,3 °C (90,1 °F) a été enregistrée à Canet-en-Roussillon.
Le 30 mai, les records de température maximale pour le mois de mai ont été battus dans 27 stations météorologiques de l'ouest de la France, notamment à Limoges et Toulouse ; le record le plus élevé a été enregistré à Sabres, où la température a atteint 36,4 °C (97,5 °F).

### Juin
Le 19 juin, la France a connu sa 50e vague de chaleur depuis le début des relevés en 1947, avec 27 départements sous alerte jaune à partir de midi.
Météo-France a émis des alertes orange pour 16 départements à partir du 20 juin, et plus de 30 autres départements étaient sous alerte jaune,.
Le 30 juin, un nombre record de 84 départements étaient en alerte canicule orange, et sept autres en alerte jaune. Cinq départements n'étaient pas concernés.

### Juillet
La vague de chaleur a pris fin le 4 juillet 2025.

### Août

#### En France
Après une première vague très intense fin juin début juillet, l'Europe connaît un second épisode de très forte chaleur autour du 8 août. En France, Météo-France a ainsi déclenché la 51e vague de chaleur depuis 1947.

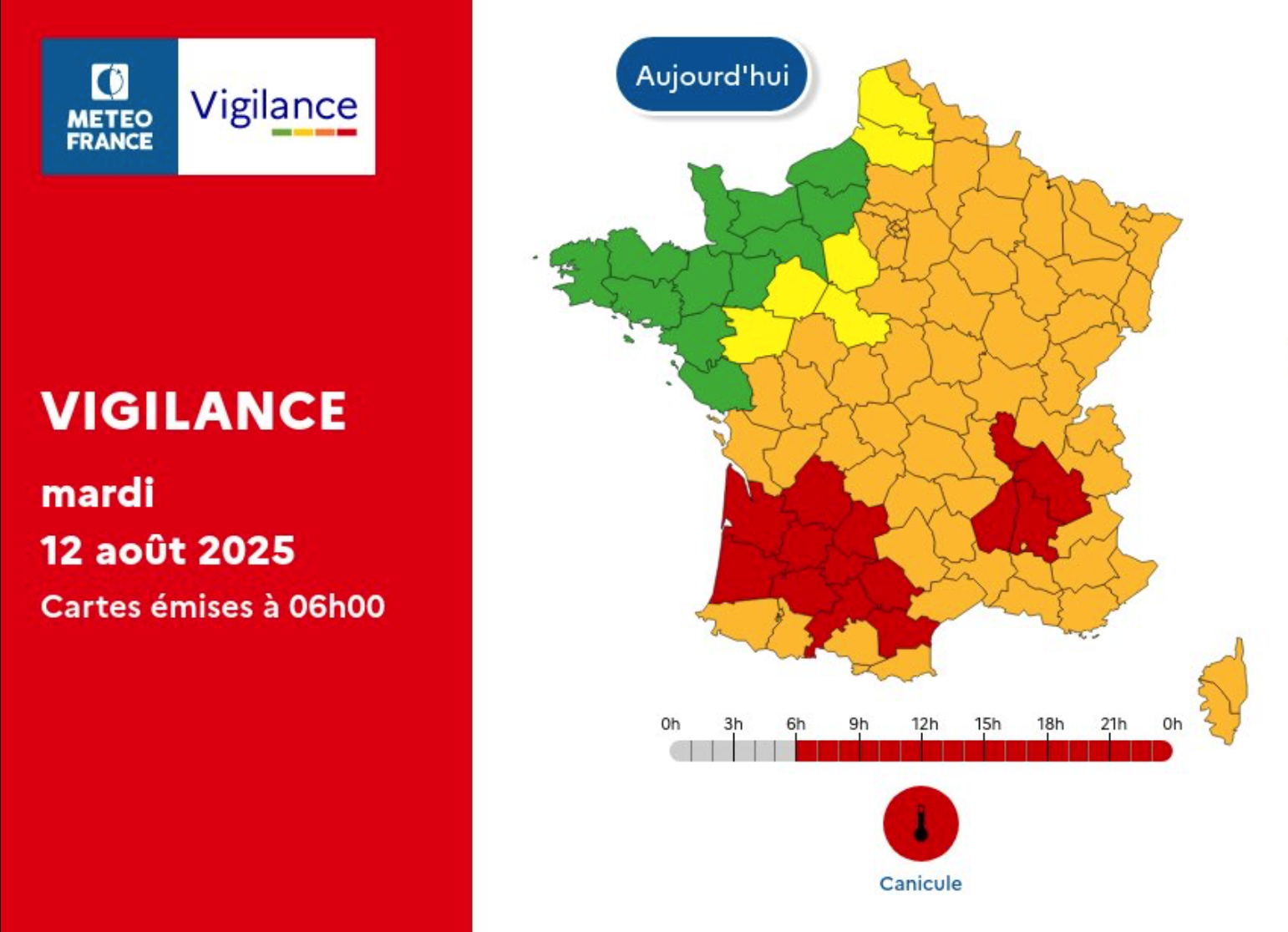
Vigilance météo du 12 août 2025 par Météo France.

La vigilance canicule au niveau maximum est engagée sur une grande partie du Sud Ouest dès le lundi 11 août puis étendue le lendemain à la vallée du Rhône. Les températures enregistrées atteignent des valeurs exceptionnelles tant sur la durée que sur l'intensité.
Les 40 °C sont atteints sur plusieurs centaines de stations, des records absolus tombent sur plusieurs communes datant parfois de la canicule de l'été 2003. Des valeurs supérieures à 42 °C sont atteintes plusieurs jours de suite en France.
Durant cet épisode, 41,6 °C ont été relevé à Bordeaux, 42,6 °C à Romans-sur-Isère, 42,1 °C à Bergerac et 43 °C à Libourne. A Moulès-et-Baucels dans l'Hérault, les 40 °C ont été dépassé 6 jours de suite avec deux pointes à 42,2 °C .

## Valeurs maximales relevées en Europe
| Pays               | Température | Date        | Localisation          |
| ------------------ | ----------- | ----------- | --------------------- |
| Albanie            | 43.8 °C     | 26 juin     | Gjirokastra           |
| Autriche           | 38.3 °C     | 26 juin     | Feistritz ob Bleiburg |
| Belgique           | 38.3 °C     | 2 juillet   | Diepenbeek            |
| Bosnie-Herzégovine | 41.0 °C     | 3 juillet   | Mostar                |
| Bulgarie           | 43.5 °C     | 26 juillet  | Montana               |
| Croatie            | 38.2 °C     | 26 juin     | Slavonski Brod        |
| République Tchèque | 37.4 °C     | 2 juillet   | Husinec               |
| Danemark           | 34.0 °C     | 2 juillet   | Holbæk                |
| France             | 43.4 °C     | 10 août     | Argeliers             |
| Allemagne          | 39.3 °C     | 2 juillet   | Andernach             |
| Grèce              | 44.9 °C     | 22 juillet  | Tragana               |
| Hongrie            | 41.3 °C     | 22 juillet  | Sarkad                |
| Islande            | 29.5 °C     | 14 juillet  | Hjarðarland           |
| Irlande            | 31.1 °C     | 12 juillet  | Mountdillon           |
| Italie             | 45.7 °C     | 22 juiillet | Paternò               |
| Jersey             | 33.4 °C     | 30 juin     | Jersey                |
| Lituanie           | 35.6 °C     | 3 juillet   | Druskininkai          |
| Luxembourg         | 36.0 °C     | 2 juillet   | Luxembourg Airport    |
| Pays-Bas           | 39.0 °C     | 2 juillet   | Maastricht            |
| Macédoine          | 42.7 °C     | 26 juillet  | Kavadarci             |
| Norvège            | 34.9 °C     | 17 juillet  | Frosta, Trøndelag     |
| Pologne            | 36.6 °C     | 3 juillet   | Kozienice             |
| Portugal           | 46.6 °C     | 29 juin     | Mora                  |
| Roumanie           | 43.4 °C     | 26 juillet  | Calafat               |
| Serbie             | 44.0 °C     | 26 juillet  | Kruševac              |
| Slovaquie          | 38.7 °C     | 3 juillet   | Slovenský Grob        |
| Slovénie           | 38.4 °C     | 26 juin     | Črnomelj              |
| Espagne            | 46.0 °C     | 28 juin     | El Granado            |
| Suède              | 33.4 °C     | 2 juillet   | Oskarshamn            |
| Suisse             | 36.3 °C     | 11 août     | Biasca                |
| Turquie            | 39.5 °C     | 26 juin     | Edirne                |
| Royaume-Uni        | 35.8 °C     | 1 juillet   | Faversham             |

## Conséquences

### Vague de chaleur marine et fluviale

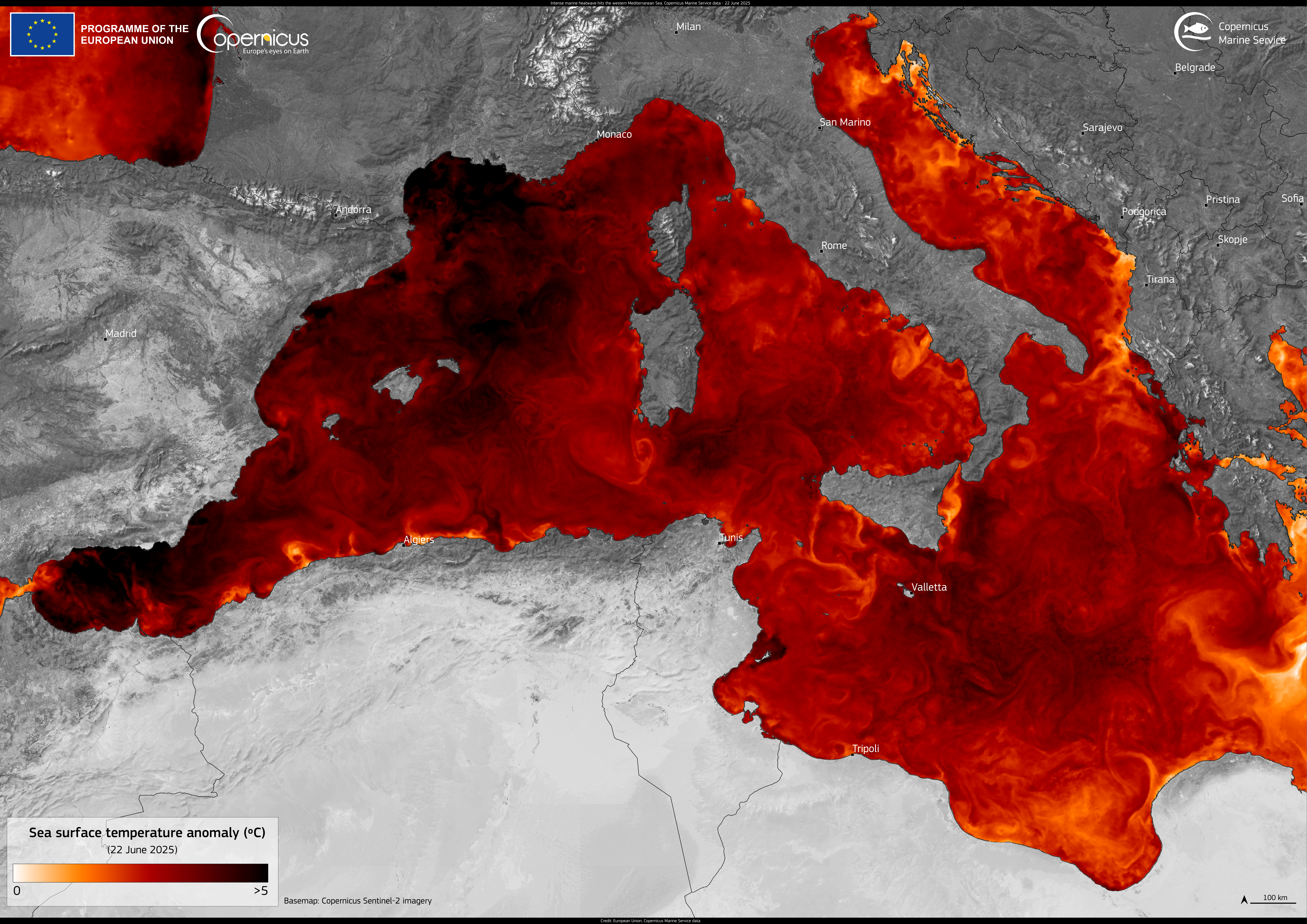
Une vague de chaleur marine sévit durant l'été 2025 en Méditerranée. Visualisation basée sur les données du Copernicus Marine Service (CMEMS), montre les anomalies de température à la surface de la mer enregistrées le 22 juin 2025. Les zones en rouge foncé indiquent des températures supérieures de plus de 5 °C à la moyenne saisonnière.

Électricité de France a averti que l'approvisionnement en électricité pourrait être perturbé en raison des températures élevées de l'eau qui affectent la production d'électricité, en particulier à la centrale nucléaire de Bugey. Le 21 juin, une température de 39,9 °C (103,8 °F) a été enregistrée à Châteaumeillant, tandis que les alertes canicule orange ont été levées pour tous les départements sauf l'Isère et le Rhône les 22 et 23 juin.
Le 29 juin, un réacteur de la centrale nucléaire de Golfech a été arrêté en raison de la hausse de la température de l'eau dans la Garonne.
Les centrales nucléaires du Blayais et du Bugey produisaient également moins d'électricité en raison de la température plus élevée que la normale des rivières qu'elles utilisent pour leur refroidissement.

### Feux de forêts
Des feux de forêts majeurs ont eu lieux en France, en Espagne et au Portugal favorisé par la sécheresse et les températures élevés. 